# Básníci a sedláci / Revizor v šantánu
Básníci a sedláci / Revizor v šantánu je patnácté album zaměřené na práci divadla Semafor, obsahuje poslední písně, které společně složili Jiří Suchý s Jiřím Šlitrem a zároveň první, které po Šlitrově smrti pro Semafor napsal Ferdinand Havlík. Jsou na něm výhradně písně ze stejnojmenného představení divadla. Společnost Supraphon desku vydala v roce 1971 pod katalogovým číslem 0 13 0997.

## Okolnosti vzniku a nahrávání alba
Album je z poloviny složené z písní, které napsal Jiří Šlitr na sklonku roku 1969 a které byly po jeho smrti objeveny v autorově zápisníku. Jiří Suchý je posléze otextoval, Ferdinand Havlík je s Františkem Sojkou zaranžoval a nedokončené části upravil. Básníci a sedláci / Revizor v šantánu bylo představení o dvou částech (premiéra proběhla 17. března 1970), první obsahovala crazy koncert orchestru Ferdinanda Havlíka v podobě parodie na pohádku Dlouhý, Široký a Bystrozraký. Druhá část byla kabaretem, v němž hlavní roli hráli Jiří Suchý s malou Monikou Hálovou a se Semafor Girls, jež tvořily Naďa Urbánková, Miluše Voborníková, Věra Křesadlová a Petra Černocká. Všichni účinkující také nahráli a nazpívali toto gramofonové album, které hudební část hry kopírovalo. Skladby produkoval Rudolf Růžička, o hudební režii se staral Zdeněk Procházka, o zvukovou Vladimír Štěpánek. Firma Supraphon v archivu eviduje dokončení alba v jeden den 28. dubna 1971 ve studiu Břevnov, vzhledem k použití playbacků v televizním programu v únoru 1971 však musely být natáčeny dříve. Původně plánovaná podoba alba měla mít širší záběr a obsahovat i melodie z filmu Jiřího Suchého "Nevěsta", od nápadu však bylo upuštěno.

## Vydání a přijetí alba
LP Básníci a sedláci / Revizor v šantánu vyšlo koncem roku 1971. Autorem obalu byl tehdejší dvorní výtvarník a typograf divadla Semafor Milan Kopřiva. "(Deska) je nesporným přínosem v gramofonové produkci. Podobných desek bylo za celou dobu existence Supraphonu nahráno, pokud vím, žalostně málo," psal v kritice monogramista JN a chválil zejména Havlíka. "Dokázal, že je nejen vynikajícím muzikantem, dokonale ovládajícím svůj nástroj (vlastně nástroje), ale i nápaditým komponistou a neodolatelným komikem." A dále: "Spikejonesovský hudební prolog, orchestrálky i písničky nenechají nikoho na pochybách o tom, že v Havlíkově kapele jsou hráči, kteří se dovedou hrou bavit a navíc jim to 'šlape'." Dvě z písní natočené živě během zkoušek hry ("Ša Ba Da Ba Da" a "Končí divadlo") vyšly už dříve na singlu jako součást vytištěného divadelního programu k premiéře. Na album byly zařazeny ve studiových verzích. Televize natočila záznam první části představení a vysílala jej i s playbacky z LP desky 20. února 1971. Reedice původního alba zůstávala dlouho nedostupná, poprvé vyšla až v rámci CD boxu "Semafor - léta šedesátá" v roce 2011.

## Seznam skladeb
| Strana 1 | Strana 1               | Strana 1                     | Strana 1                                                            | Strana 1 |
| Pořadí   | Název                  | Autor                        | Zpěv                                                                | Délka    |
| -------- | ---------------------- | ---------------------------- | ------------------------------------------------------------------- | -------- |
| 1.       | Overtura               | Ferdinand Havlík, Jiří Suchý | Orchestr Ferdinanda Havlíka                                         | 3:48     |
| 2.       | Ša - Ba - Da - Ba - Da | Ferdinand Havlík, Jiří Suchý | Ferdinand Havlík, Eugen Jegorov, Tomáš Zemek, František Sojka       | 3:05     |
| 3.       | Áda                    | Ferdinand Havlík, Jiří Suchý | Naďa Urbánková, Miluše Voborníková, Věra Křesadlová, Petra Černocká | 3:11     |
| 4.       | Jsem zakletá           | Ferdinand Havlík, Jiří Suchý | Naďa Urbánková                                                      | 2:12     |
| 5.       | Veselí kumpáni         | Ferdinand Havlík, Jiří Suchý | Ferdinand Havlík, Eugen Jegorov, Tomáš Zemek                        | 2:42     |
| 6.       | Básníci a sedláci      | Ferdinand Havlík, Jiří Suchý | Orchestr Ferdinanda Havlíka                                         | 5:08     |

| Strana 2 | Strana 2                | Strana 2               | Strana 2                                                            | Strana 2 |
| Pořadí   | Název                   | Autor                  | Zpěv                                                                | Délka    |
| -------- | ----------------------- | ---------------------- | ------------------------------------------------------------------- | -------- |
| 7.       | Šantánová myš           | Jiří Šlitr, Jiří Suchý | Naďa Urbánková, Miluše Voborníková, Věra Křesadlová, Petra Černocká | 3:00     |
| 8.       | Cirkus                  | Jiří Šlitr, Jiří Suchý | Jiří Suchý, Monika Hálová                                           | 2:06     |
| 9.       | Píseň nastydlejch holek | Jiří Šlitr, Jiří Suchý | Miluše Voborníková, Petra Černocká                                  | 2:13     |
| 10.      | Sláva a růže            | Jiří Šlitr, Jiří Suchý | Naďa Urbánková                                                      | 3:17     |
| 11.      | Whisky dopita           | Jiří Šlitr, Jiří Suchý | Jiří Suchý, Věra Křesadlová                                         | 2:40     |
| 12.      | Končí divadlo           | Jiří Šlitr, Jiří Suchý | Jiří Suchý, Monika Hálová                                           | 3:11     |

## Hudební doprovod
- Ferdinand Havlík s orchestrem (1-13)
- Vokální sbor Semafor Girls (3, 4, 8, 13)